# Ano civil
De um modo geral, um ano civil começa no dia de Ano Novo do sistema de calendário dado e termina no dia anterior ao dia de Ano Novo seguinte, e, portanto, consiste em um número inteiro de dias. Um ano também pode ser medido começando em qualquer outro dia nomeado do calendário e terminando no dia anterior a esse dia nomeado no ano seguinte. Isso pode ser chamado de "tempo do ano", mas não de "ano civil". Para conciliar o ano civil com o ciclo astronômico (que tem um número fracionário de dias), certos anos contêm dias extras ("dias bissextos" ou "dias intercalares"). O ano gregoriano, que está em uso na maior parte do mundo, começa em 1º de janeiro e termina em 31 de dezembro. Tem uma duração de 365 dias em um ano comum, com 8 760 horas, 525 600 minutos ou 31 536 000 segundos; mas 366 dias em um ano bissexto, com 8 784 horas, 527 040 minutos ou 31 622 400 segundos. Com 97 anos bissextos a cada 400 anos, o ano tem duração média de 365,2425 dias. Outros calendários baseados em fórmulas podem ter comprimentos mais distantes do ciclo solar: por exemplo, o calendário juliano tem uma duração média de 365,25 dias, e o calendário hebraico tem uma duração média de 365,2468 dias. O calendário Hijri Lunar é um calendário lunar que consiste em 12 meses em um ano de 354 ou 355 dias. A média do ano tropical do astrônomo, que é a média dos equinócios e solstícios, é atualmente de 365,24219 dias, um pouco menor do que a duração média do ano na maioria dos calendários.

## Trimestres
O ano civil pode ser dividido em quatro trimestres, muitas vezes abreviados como Q1, Q2, Q3 e Q4. Como são três meses cada, também são chamados de trimestres. No calendário gregoriano:
1. Primeiro trimestre, 1º trimestre: janeiro a março (90 dias ou 91 dias em anos bissextos)
2. Segundo trimestre, 2º trimestre: abril – junho (91 dias)
3. Terceiro trimestre, 3º trimestre: julho – setembro (92 dias)
4. Quarto trimestre, 4º trimestre: outubro – dezembro (92 dias)

Em alguns domínios, as semanas são preferidas ao longo dos meses para agendamento e relatórios, então eles usam trimestres de exatamente 13 semanas cada, muitas vezes seguindo as convenções de data da semana ISO. Um em cada cinco a seis anos tem uma 53ª semana que geralmente é anexada ao último trimestre. São então 98 dias em vez de 91 dias, o que complica as comparações.
No calendário chinês, os trimestres são tradicionalmente associados às 4 estações do ano:
1. Primavera: 1º ao 3º mês
2. Verão: 4º ao 6º mês
3. Outono: 7º ao 9º mês
4. Inverno: 10º ao 12º mês

## Brasil
A Lei 810, de 6 de setembro de 1949, define ano civil como o período de 12 meses, contado desde uma data inicial arbitrária, até a data correspondente ao mesmo mês e dia do ano seguinte.